# LOL (Internet)

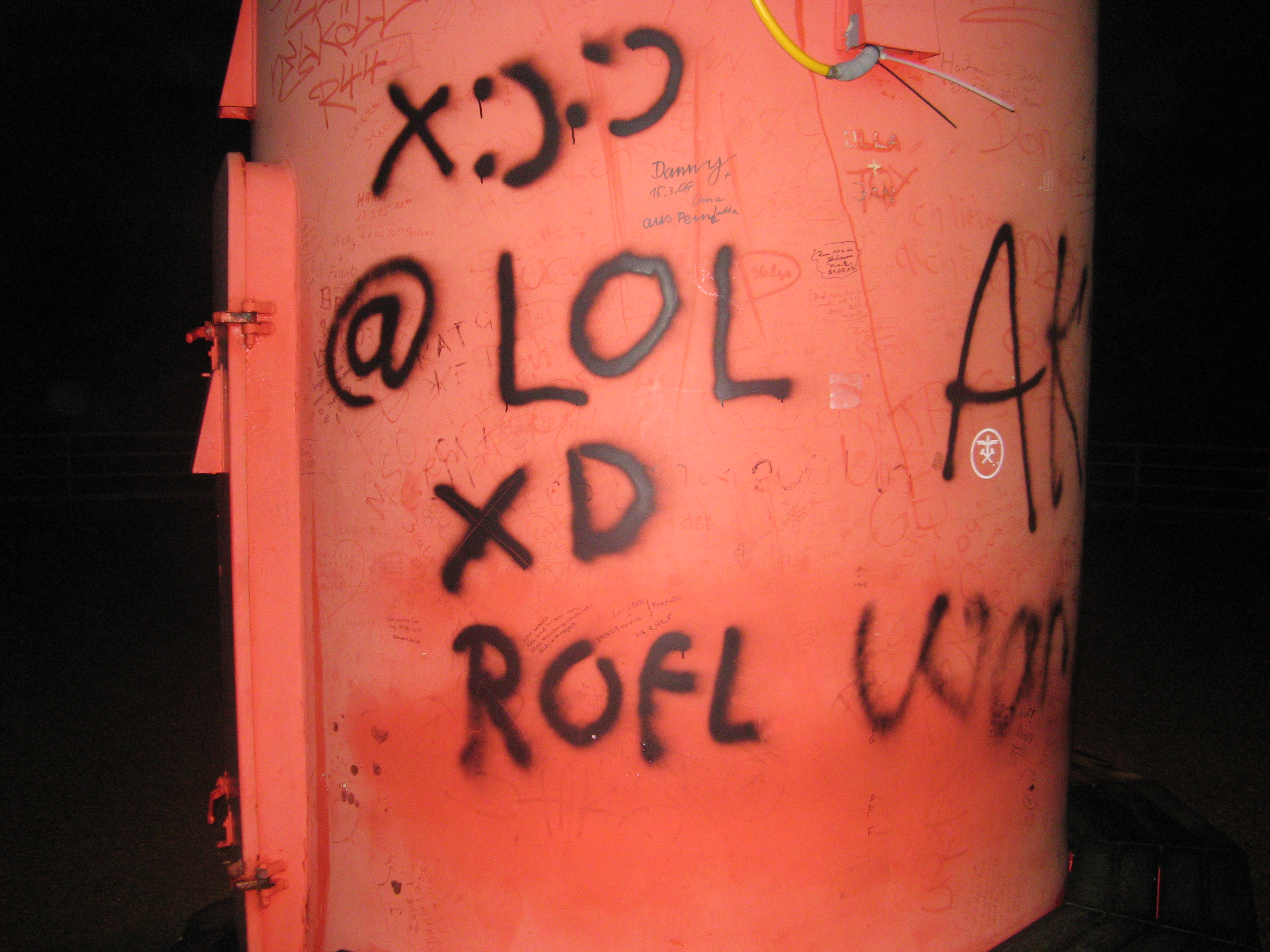
Graffiti amb l'acrònim LOL, acompanyat d'altres com XD.

LOL és l'acrònim en anglès de laughing out loud (literalment en català, rient amb molt de volum), una expressió abreujada molt popular a Internet. Es tracta d'una de les moltes sigles que s'utilitzen per expressar en forma de text les reaccions corporals; en aquest cas particular, el riure. Principalment, es fa servir en resposta a una imatge o un comentari graciosos, però també s'empra en menor mesura com a befa. Té un significat semblant a XD.
Si bé fa temps s'utilitzava en les cartes escrites amb el significat de «molt d'amor» (en anglès, Lots Of Love) o «molta sort» (en anglès, Lots of Luck), està documentat que els primers usos informàtics amb el significat actual van tenir lloc al Canadà i als EUA durant la dècada de 1980.